# 市川内膳正
市川 内膳正（いちかわ ないぜんのしょう）は、戦国時代から安土桃山時代にかけての武将。武田氏の家臣。実名は不明。
武田信玄、勝頼に仕える。天正3年（1575年）5月21日の長篠の戦いでは兄の昌房と共に戦死した。子・満友は幼少であったため家督は駒井肥前守勝英の子・昌倚が家光の養子となり継承する。
後に満友が元服すると昌倚から家督を譲られ、昌倚は別家を興した。